# Vatica maingayi
Vatica maingayi är en tvåhjärtbladig växtart som beskrevs av William Turner Thiselton Dyer. Vatica maingayi ingår i släktet Vatica och familjen Dipterocarpaceae. Inga underarter finns listade i Catalogue of Life.